# David Cantens
David Cantens (Sint-Niklaas, 22 oktober 1980) is een Belgisch acteur.

## Biografie
In 2002 behaalde hij zijn diploma als acteur aan het Koninklijk Conservatorium Gent. Zijn grote doorbraak kende hij met zijn rol als de autistische Rudy Marsman in de tv-serie Marsman. Hij speelde verder rollen in tv-series zoals Nieuw Texas, Professor T., De Ridder, Amigo's, De Vijfhoek, Ella, Zone Stad, Aspe, Witse, Flikken en Wittekerke. Ook speelde hij in de films Brabançonne, Alleen Eline en Plop en de Toverstaf .
Hij zette zijn eerste stappen in de theaterwereld bij Hetpaleis (De Winter onder de tafel, Da iss, Marianne), NTG en De Kopergietery. Na enkele succesvolle theaterproducties speelde hij vanaf 2004 bij de Paardenkathedraal in Utrecht. Daar stond hij op het podium als acteur in De Vader, Bedrog, Bedankt lieve ouders, Kassa, Tsjechov&Tsjechov en Closer. In het theater verdiende hij zijn strepen niet enkel als acteur, maar ook als componist. Zo componeerde hij onder andere de muziek voor Paris Texas, Nachtwake, Bedrog en Closer.
Zijn theatercarrière zette hij verder met producties zoals Mathilde en Soeur Sourire van Theaterproductiehuis Zeelandia, Mamadeern van Productiehuis Brabant, Zielsverwanten van Peter De Graef/Ensemble Leporello en componeerde hij opnieuw de muziek voor het stuk Wie is er bang voor Virginia Woolf van Hummelinck Stuurman Producties, Fatal Attraction bij Dommelgraaf & Cornelissen en Art van More Theaterproducties.
Vanaf 2010 maakte hij deel uit van de vaste kern van theatergezelschap De Spelerij. Voor dit gezelschap speelde hij in Othello, Frederik, Vrijdag, Drie Zusters, La Musica II en Closer. Verder acteerde hij in 2016-2017 in True West van Cantens&Delnaet en Hele Dagen in de Bomen van Theater Malpertuis. In 2018 was hij te zien in de Eén-reeks Gevoel voor tumor en voor VTM nam hij van 2018 tot 2021 de rol van Jonas Versteven voor zijn rekening in de populaire reeks Familie. In 2019 en 2020 speelde hij Youri in de Vlaamse remake van De Luizenmoeder op VTM.
In 2021 speelde hij in de musical The Bodyguard. In 2024 speelde hij in de muziektheatervoorstelling Tot Altijd, de musical Jeanne d'Arc en De Schaar erin van Backstage Producties. Hij maakt in 2025 deel uit van de hoofdcast van Pretty Woman, de musical bij Deep Bridge en als André in de spektakelmusical 1830 bij Historalia.